# Fuerte Borbón
Fuerte Borbón es un fuerte ubicado en el Chaco Paraguayo, construido como protección ante el asedio de los indígenas y los portugueses. En la actualidad lleva el nombre de Fuerte Olimpo, el cual fue cambiado tras la expulsión de los portugueses por Gaspar Rodríguez de Francia.

## Nombre
Le fue dado el nombre de Fuerte Borbón en homenaje a la dinastía real española (la misma dinastía de reyes que había entonces y aún hay en España: la de los Borbones).

## Historia

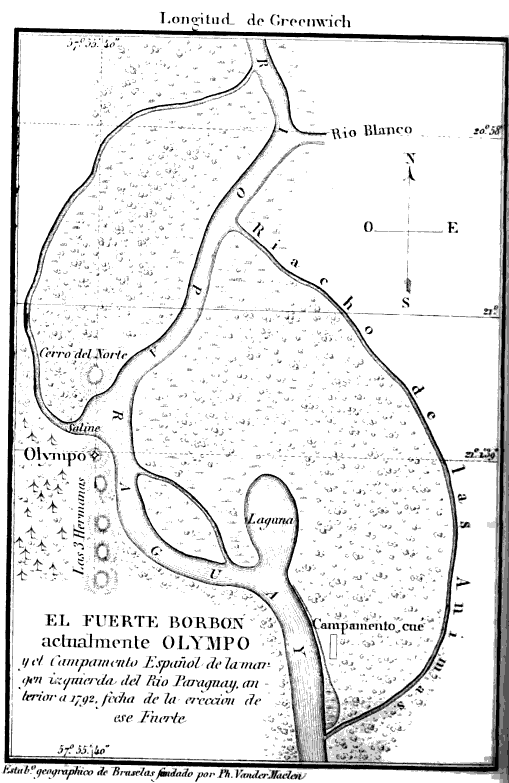
Fuerte Olympo (carta).

Se estableció inicialmente por orden del rey Carlos IV de España como una guardia con el propósito de contener el asedio de los indígenas y la penetración portuguesa a tierras de jurisdicción española. El 17 de octubre de 1791 el virrey del Río de la Plata dispuso la creación del Fuerte Borbón. 
El gobernador de la Audiencia de Charcas, ordenó el establecimiento de dos fuertes en el norte: Borbón y San Carlos del Apa para la contención del avance de los portugueses. Al efecto se ordenó al comandante de la Villa de Concepción preparar los víveres y otros elementos para pertrechar a las tropas que serían enviadas desde Charcas.
El Fuerte de Borbón fue fundado el 25 de setiembre de 1792 por el jefe del Regimiento de Dragones del Rey, José Antonio Zavala y Delgadillo, siendo su primer comandante José de Isasi.
El primer sitio se ubicó en un paraje entre los actualmente brasileños Fuerte de Coímbra y el Fecho dos Morros. Para el emplazamiento definitivo del Fuerte Borbón se eligió un punto donde se encontraban cerros que aunque de altura modesta, eran empinados y fácilmente defendibles frente a una especie de "bahía" que en la margen derecha tiene allí el río Paraguay. En el acto de fundación fueron invitados los caciques mbayás.
Los indígenas mbayás y guanás habitaban en las inmediaciones del fuerte y con ellos de mantuvo una relación de mutua desconfianza. Los indígenas eran estimulados por los portugueses para la práctica del robo y los asesinatos en las estancias de los españoles. El ganado robado era vendido a los portugueses a cambio de armas y aguardiente.
Los españoles trataron de ganar la amistad de los caciques mbayás pero estos atacaron en 1796 la Villa Real de Concepción, por cuya causa las fuerzas de la Villa masacraron en represalia a familias de indígenas establecidos desde tiempo antes en las cercanías, dando muerte a 75 de ellos.
Con el corre de los años las relaciones entre indígenas y soldados del fuerte Borbón y de la Villa de Concepción se hicieron más amistosas, llegándose a firmar volubles tratados de paz entre el cacique Lorenzo y las autoridades de Charcas. 
A pesar de los efímeros arreglos amistosos, los estancieros de Concepción siguieron sufriendo el continuo asedio de diversas parcialidades mbayás que mantuvieron a la villa en estado de permanente peligro.

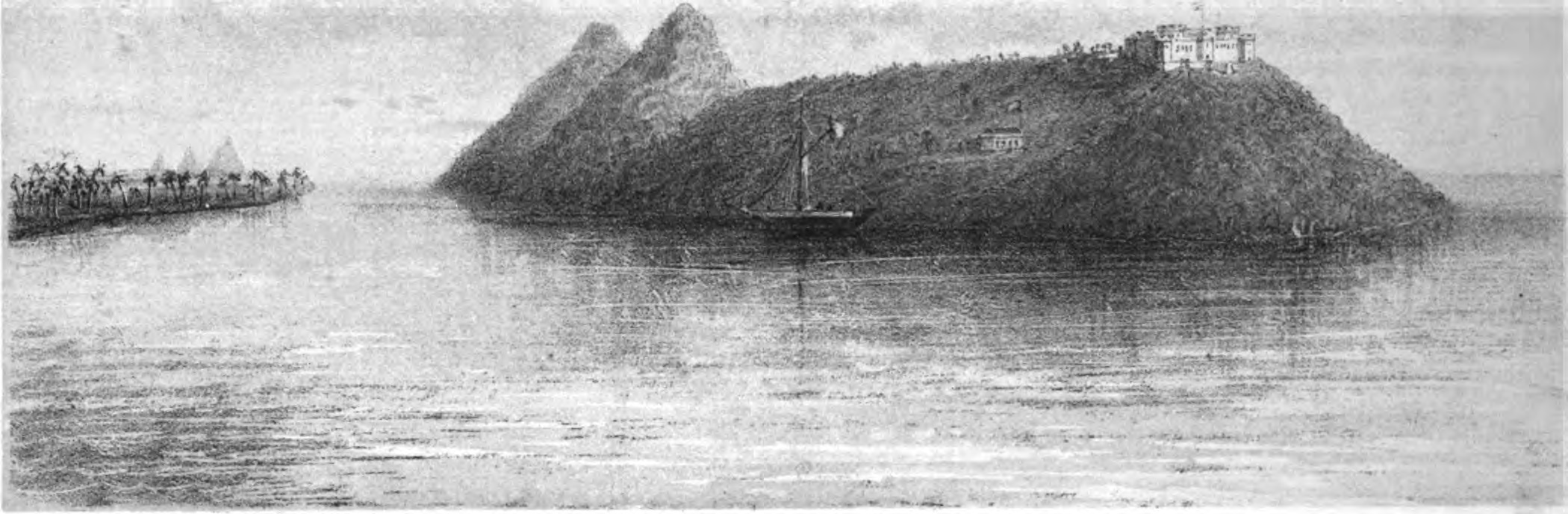
Vista del Fuerte Olympo (Río Paraguay).

Borbón fue fortificado. Conocida la noticia de la guerra desatada en 1801 entre España y Portugal, el gobernador Lázaro de Rivera se propuso inútilmente conquistar el fuerte portugués de Coímbra, instalado aguas arriba, en tierras pertenecientes a la Corona española.
La dotación de Borbón contaba entonces de un centenar de hombres, cuyo mantenimiento se hacía cada vez más penoso debido a la distancia y a la incomunicación. 
La historia del fuerte registra episodios de hambre, miseria y abandono. La provisión de carne salada (charque) remitida desde Charcas era irregular e insuficiente.
Se conservan registros de tropas del fuerte que tomaron parte en 1810 en las luchas contra la expedición del General Manuel Belgrano (parte de los prisioneros tomados al Gral. Belgrano fueron internados en el Fuerte Borbón) hasta que fueron liberados. En dicha ocasión, producido el abandono del fuerte fue ocupado de inmediato por los mbayás y posteriormente por las fuerzas portuguesas de Coímbra que desalojaron a los indígenas. La Junta Superior Gubernativa instituida por los revolucionarios de 1811, convocó al vocal Fernando de la Mora para reconquistarlo, operación que no se llevó a cabo ante el retiro de los portugueses y la devolución del fuerte. El gobernador Bernardo de Velasco lo utilizó como lugar de destierro.
Durante el gobierno del doctor Gaspar Rodríguez de Francia, hacia 1817, el fuerte fue reforzado con un murallón de piedra de tres kilómetros de extensión y con nuevas construcciones para sus ocupantes. Durante el gobierno, en 1823, comenzó a ser llamado Fuerte Olimpo, quizás porque el cerro principal evocaba al monte Olimpo de la antigüedad clásica, también es en esa época que se estableció en este sector un puerto franco para el comercio brasileño.
Para épocas posteriores, véase Fuerte Olimpo.

## Actualidad
A partir de 1823 pasó a denominarse Fuerte Olimpo en demostración de ruptura de los lazos con la Corona española.
En la actualidad se observan restos de las formidables murallas defensivas, desde cuyo tope se tiene una estratégica vista de una gran parte del curso superior del río Paraguay y del territorio brasileño. Esta majestuosa obra, es testigo mudo de los acontecimientos históricos que se sucedieron durante años, evitando el dominio de los Bandeirantes.
Con la invasión del chaco paraguayo, por parte de Bolivia, y con la nueva distribución política de 1992, la reconocida población de Fuerte Olimpo pasó a ser capital del Departamento de Alto Paraguay y asiento de la gobernación. Comprende así mismo los distritos de Puerto La Victoria (ex Puerto Casado) y Mayor Pablo Lagerenza.